# Thomas Hill (baloncestista)
Thomas Lionel Hill III, (nacido el 31 de agosto de 1971 en Los Ángeles, California) es un exjugador de baloncesto estadounidense. Con 2,03 de estatura, su puesto natural en la cancha era el de alero.